# V777 Herculis
V777 Herculis är en pulserande vit dvärg av V777 Herculis-typ (ZZB) i stjärnbilden Herkules. Den är prototypstjärna för en grupp av variabler bland vita dvärgar som pulserar med samma mekanism som cepheiderna och har egna instabilitetsområden i HR-diagrammet. V777 Herculis-variablerna bildar en undergrupp som har spektraltypen DB med absorptionslinjer enbart av helium.
V777 Herculis har bolometrisk magnitud +13,54 och varierar i amplitud med 0,3 magnituder utan någon fastställd periodicitet.